# 東山區農會日式碾米廠
東山區農會日式碾米廠位於臺灣臺南市東山區，建於日昭和九年（1934年），於民國九十四年（2005年）9月5日經當時的臺南縣政府公告為歷史建築。

## 沿革
東山區農會的前身為日大正十二年（1923年）2月所創立的番社信用組合，番社信用組合之後在昭和十九年（1944年）1月改稱番社庄農業會，二次大戰後於民國三十五年（1946年）11月改為東山鄉合作社，三年後（1949年）的11月改為東山鄉農會，2010年行政區改制後改為東山區農會。
過去臺灣傳統農家通常會委託土礱間來碾稻穀，並在青黃不接時向業者借貸，而在大正元年（1912年）之後，由於電動碾米機的普及使土礱間專業化。然而由於土礱間良莠不齊，臺灣總督府因而在1930年代之後開始輔導產業組合農業倉庫經營米穀輸出業務，該碾米廠即在此一背景下設置。之後在昭和十年（1935年）時總督府將稻米品種與等級重新分類以及加強檢查制度，對傳統土礱間產生影響。而昭和十四年（1939年）5月頒布的「臺灣米穀移出管理令」及昭和十六年（1941年）12月頒布的「臺灣米穀應急措施令」，分別規定必須由總督府統一收購輸出稻米與農家必須將自家用米全數賣給政府，更進一步使得土礱間失去活動空間。

## 建築特色
碾米廠佔地225.90平方公尺，樓高三層，主要建材為杉木。其方位座東朝西，機房東側為精米儲放處，西側則是稻穀堆放處及儲放穀子的庫房。